# アルギロデルマ属
アルギロデルマ属（アルギロデルマぞく、学：Argyroderma）は、ハマミズナ科に含まれる属の一つ。

## 概要
南アフリカ共和国のケープ州に自生する多肉植物で、コノフィツム属とリトープス属を混ぜたような草姿をしているのが特徴である。葉は黄緑色で、コノフィツム属の様に丸みを帯びており、中心部にはリトープス属に見られる割れ目がある。花期にはこの割れ目から短い花茎を伸ばし、頭状花序のハマミズナ科に多く見られる花弁に光沢を持った花を咲かせる。また、生育期には中心部分が大きく裂開し、中から新しい2枚の葉が、昆虫の脱皮の様に古い葉を突き破って出てくる。形状は同じだが、葉の太さは様々で、太い一対の葉のみの種や、細く糸状の葉が密生する種もある。花色は黄色、桃色、白色などがある。

## 栽培方法
生育はかなり緩慢で生育期は晩秋～初春ころにあたる。冬型の成育サイクルを取っているが耐寒性はさほど高くなく、氷点下の環境下で枯死してしまう。春～秋頃までは休眠期にあたる。高温多湿にかなり弱いため、日本では梅雨や夏を超えられず根腐れしてしまうことが多い。リトープスより栽培難易度が高いとされている。ある程度成長すると周囲から子株を出して群生する。

## 名称について

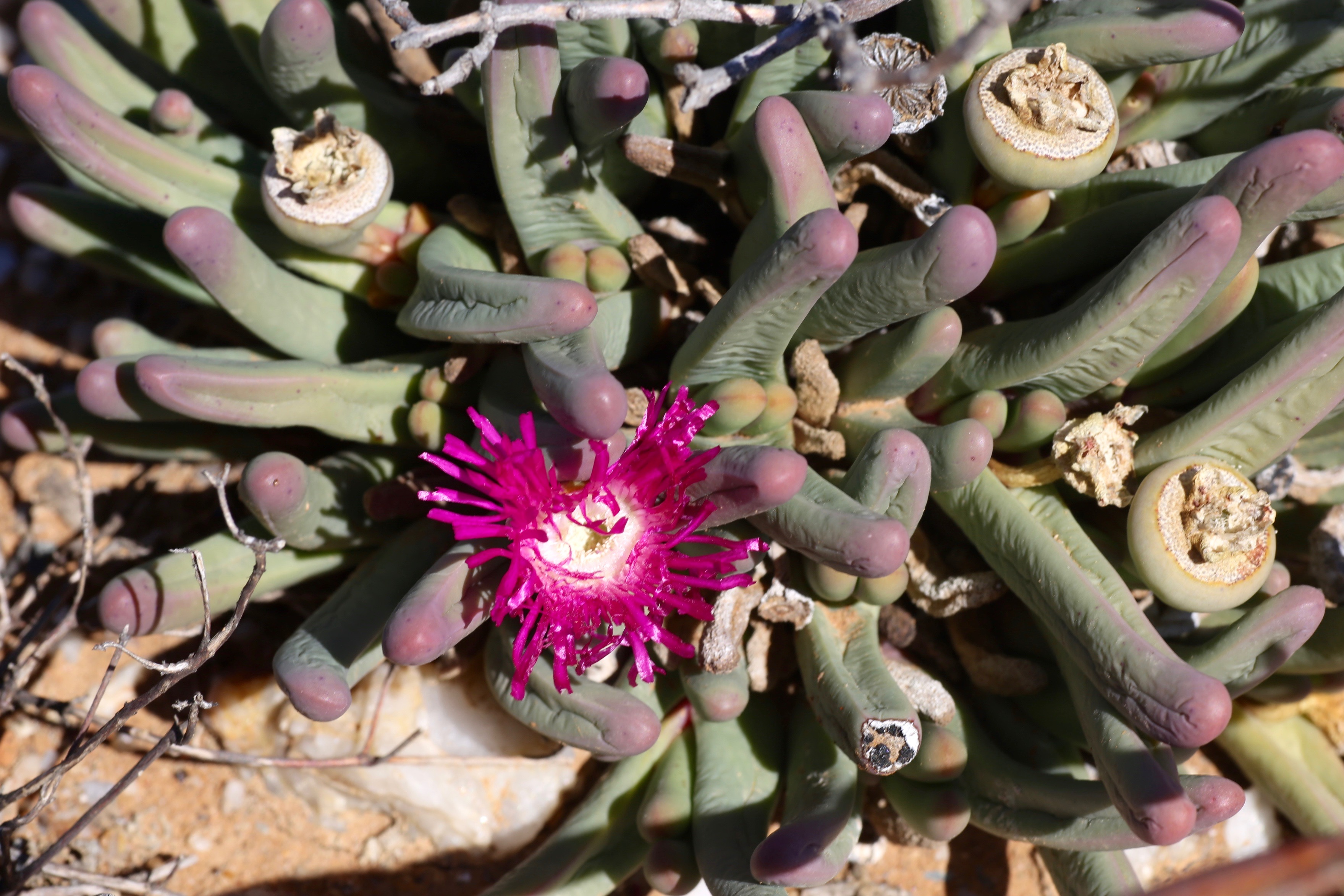
フィッシウム種

属名Argyrodermaの由来は不明。

## 下位分類
アルギロデルマ属は20種類程度が認められる。
- 京雛菊【きょうひなぎく】

　（Argyroderma framesii）
- 金鈴【きんれい】

　（Argyroderma roseum）
- 銀鈴【ぎんれい】

　（Argyroderma testiculare）
- 水滴玉【すいてきぎょく】

　（Argyroderma subalbum ‘Villetii’）
- 宝槌玉【ほうついぎょく】

　（Argyroderma fissum）
- クラテリフォルメ

　（Argyroderma crateriforme）
- テアルティー

　（Argyroderma theartii）
- デラエティー

　（Argyroderma delaetii）

## ギャラリー

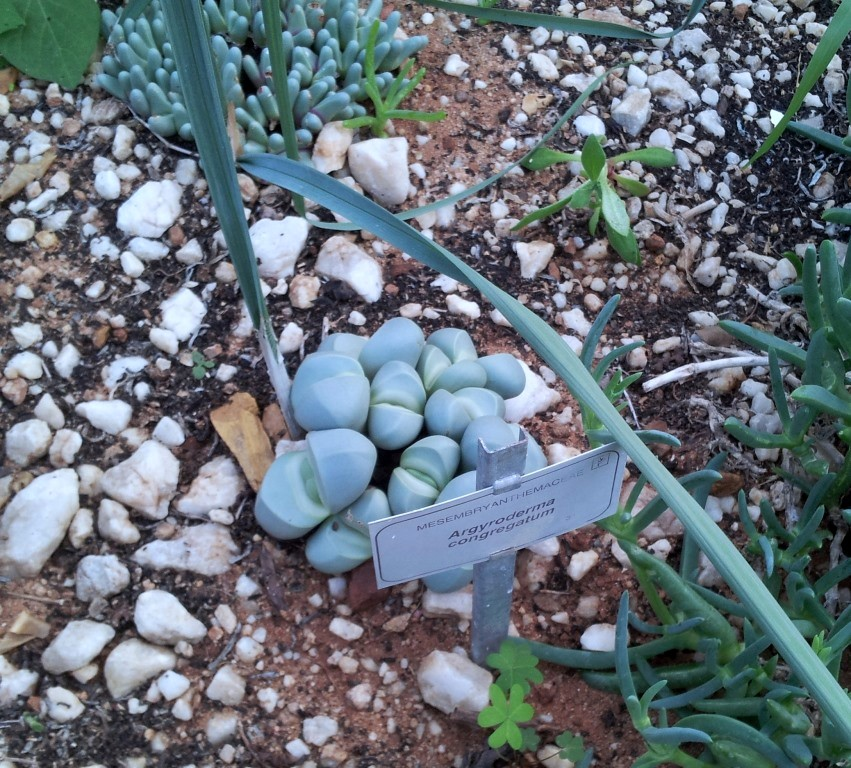
密生した株。
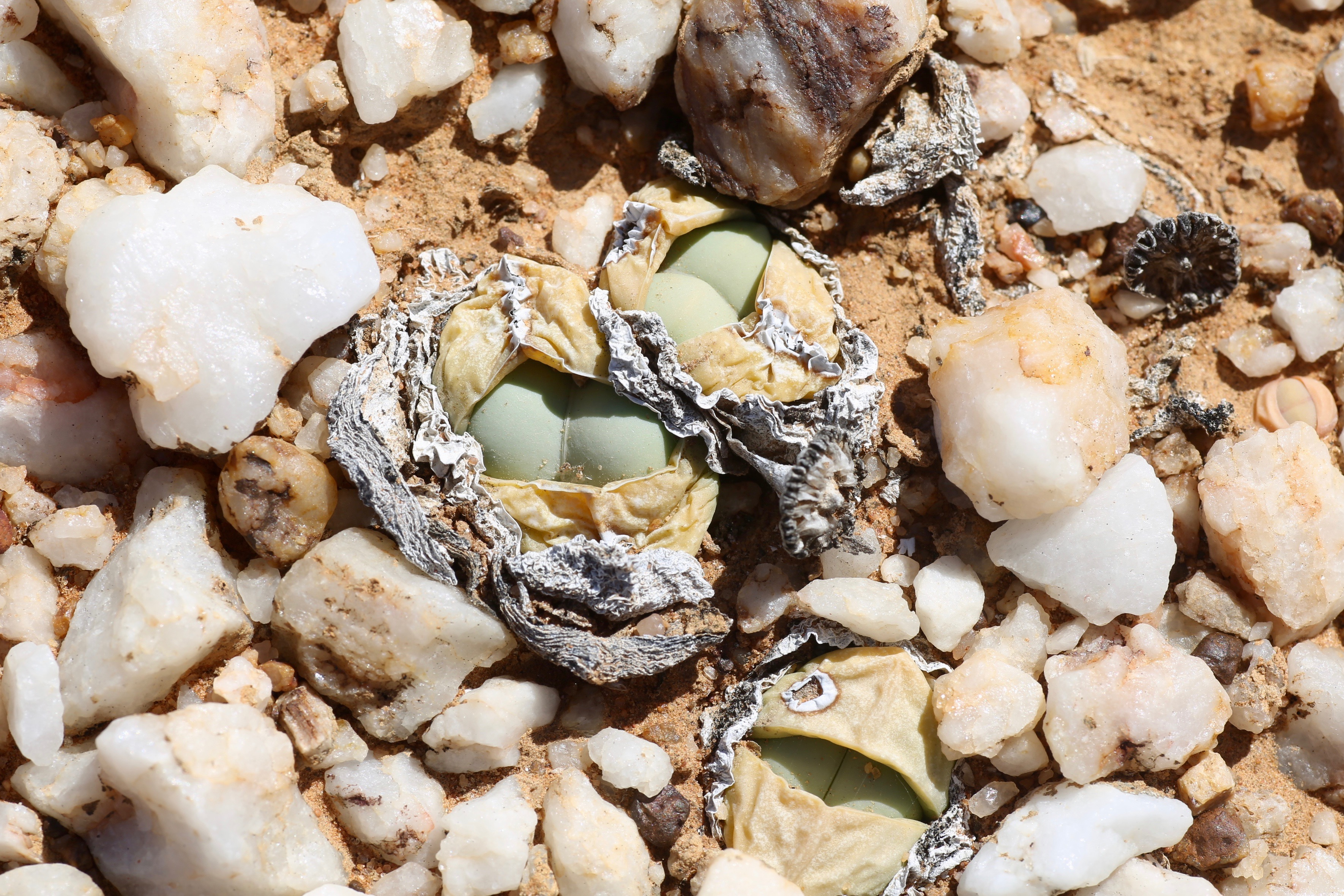
脱皮中のもの。
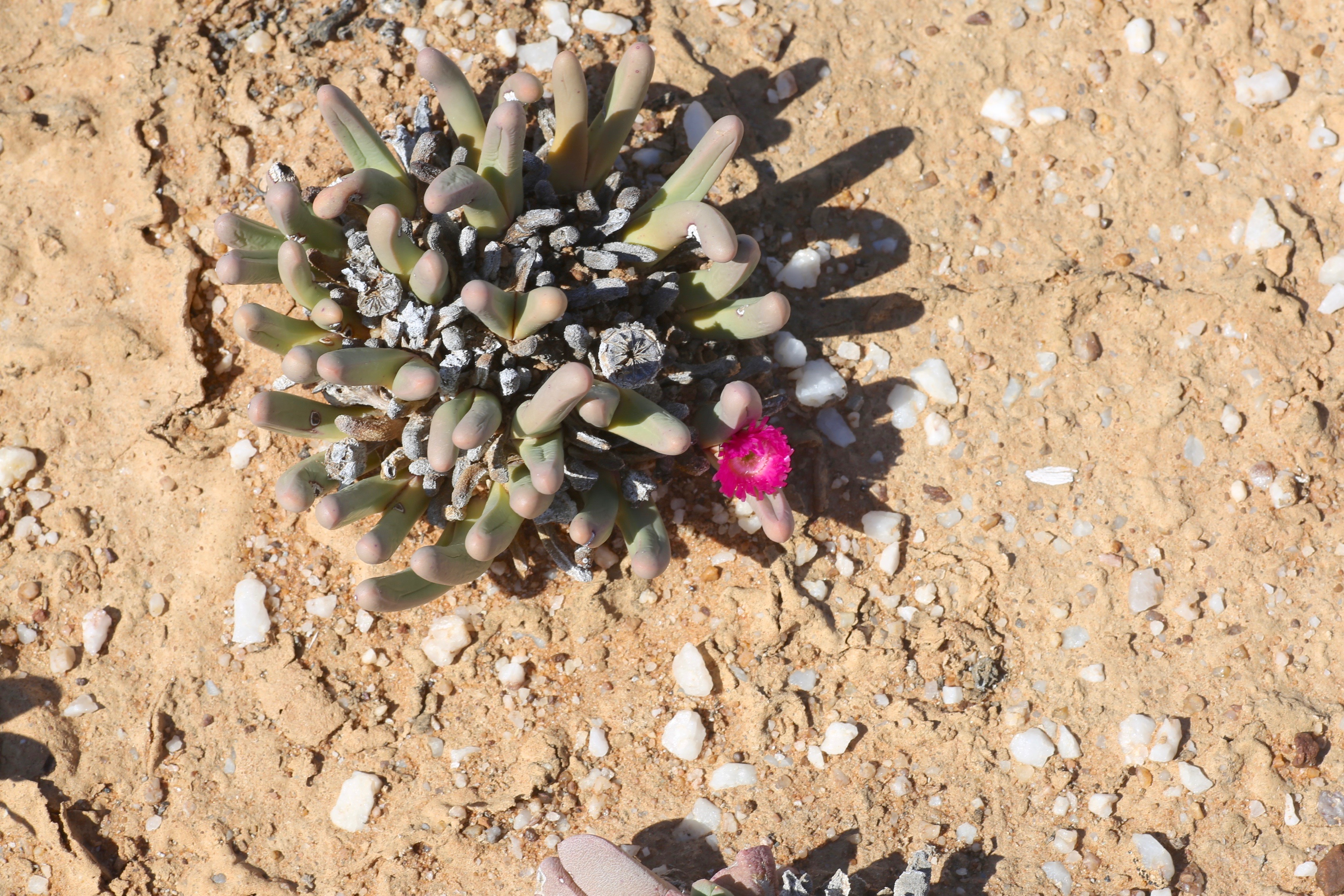
細葉のタイプ。
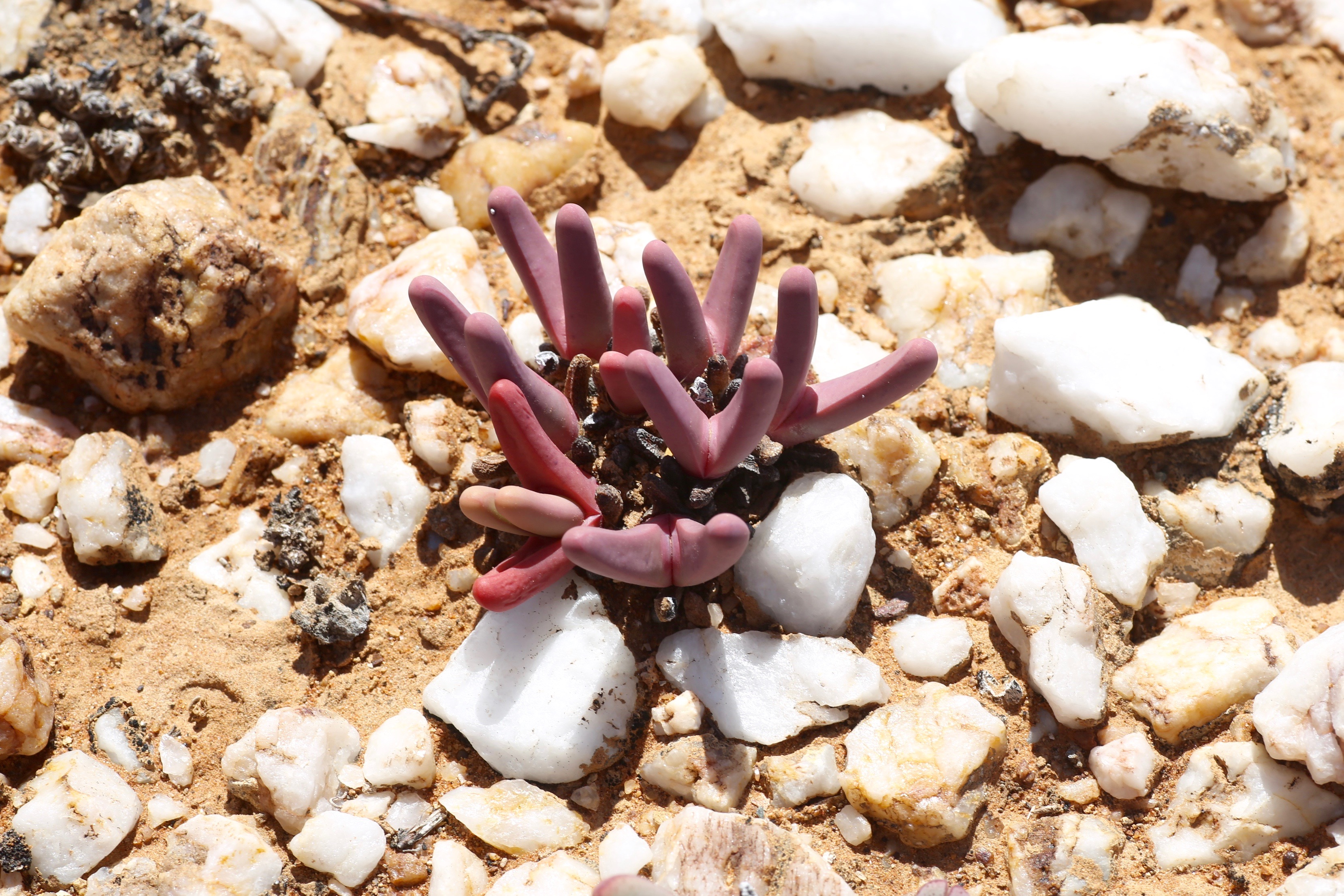
紅葉